# کو جون هه
کو جون هه (کره‌ای: 구준회؛ زادهٔ ۳۱ مارس ۱۹۹۷) خواننده اهل کره جنوبی و عضو گروه پسرانهٔ آیکون زیر نظر ۱۴۳ انترتینمنت است.او در برنامه‌های رقابتی وین: هو ایز نکست و میکس اند مچ به ترتیب در سالهای ۲۰۱۳ و ۲۰۱۴ حضور پیدا کرد.

## ترانه‌شناسی

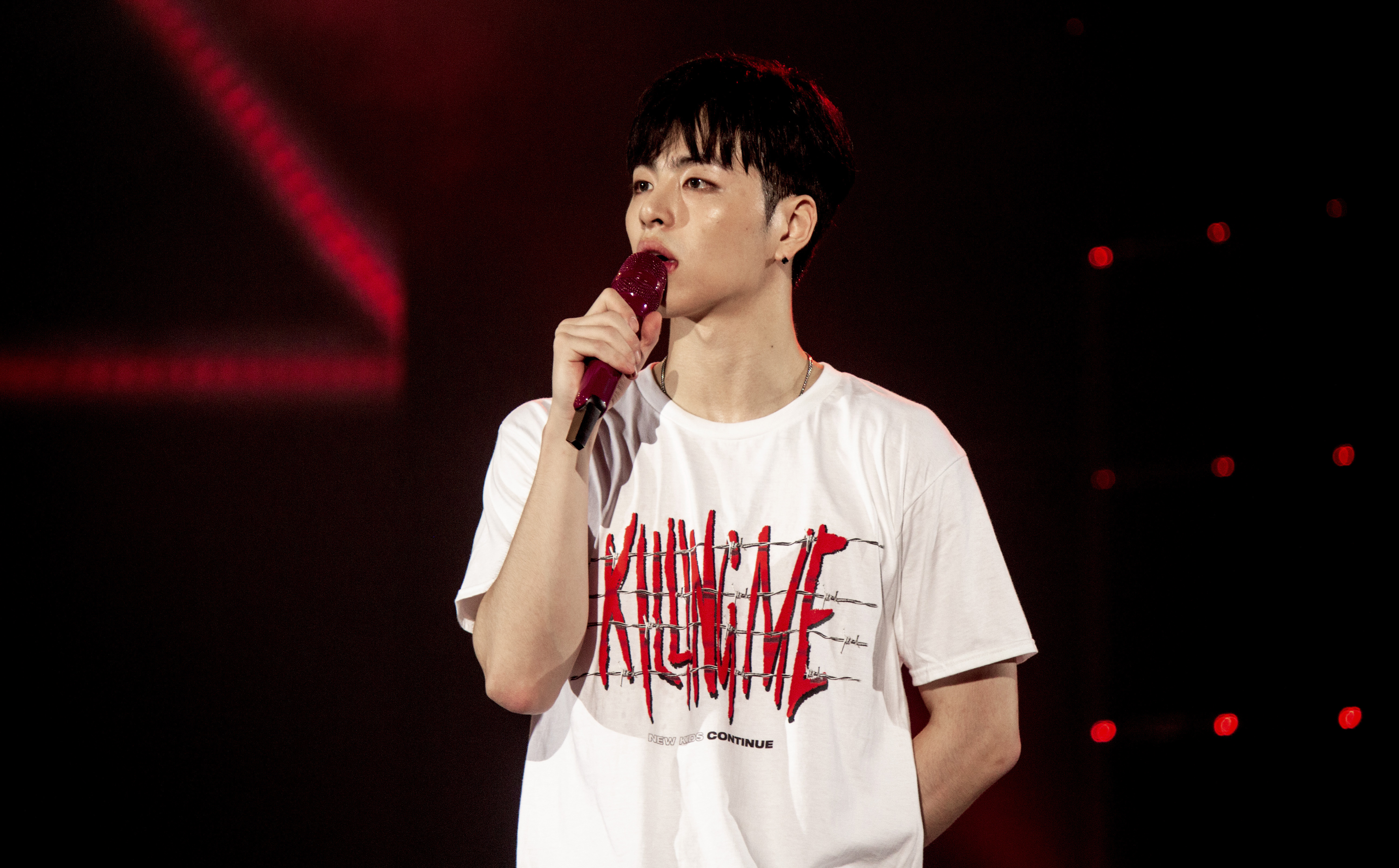

### ترانه‌های قرار گرفته در جدول‌های موسیقی
| عنوان                                            | سال  | بهترین موقعیت | فروش                |
| عنوان                                            | سال  | کره جنوبی     | فروش                |
| ------------------------------------------------ | ---- | ------------- | ------------------- |
| «این عشقه» (사랑인걸) (به همراه بابی و دونگ‌هیوک) | ۲۰۱۶ | ۲۰            | - کره جنوبی: ۵۴٬۶۶۸ |

### آهنگسازی
| سال  | آرتیست | ترانه               | آلبوم                | متن ترانه | موسیقی |
| ---- | ------ | ------------------- | -------------------- | --------- | ------ |
| ۲۰۱۳ | تیم بی | «کلایمکس»           | وین فاینال بتل       | آری       | نه     |
| ۲۰۱۵ | آیکون  | «ریتم تا» (리듬 타) | خوش برگشتی           | نه        | آری    |
| ۲۰۱۵ | آیکون  | «عاشقم باش»         | احمق و احمق‌تر (ژاپن) | آری       | آری    |